# Van Air Europe
VAN AIR Europe, a.s. je česká charterová letecká společnost, se sídlem na letišti Brno–Tuřany.

## Historie
U založení společnosti VAN AIR Europe a.s. v roce 2005 stála letecká servisní společnost AEROSERVIS, s.r.o. a německý nadšenec pro letouny L410 Jürgen Nappe se svou leteckou společností Antares. Do doby, než obdrželi v roce 2006 vlastní osvědčení leteckého provozovatele (AOC), létali krátce ve spolupráci s maďarskou společností Budapest Aircraft Service. Flotila letounů se postupně rozšířila na 3 kusy českých letadel Let L-410 Turbolet.

Pro společnost Aeronorte provozoval VAN AIR Europe do roku 2008 spoj z portugalského letiště Bragança přes Villareal do Lisabonu, s nástupem ekonomické krize byl však provoz ukončen.

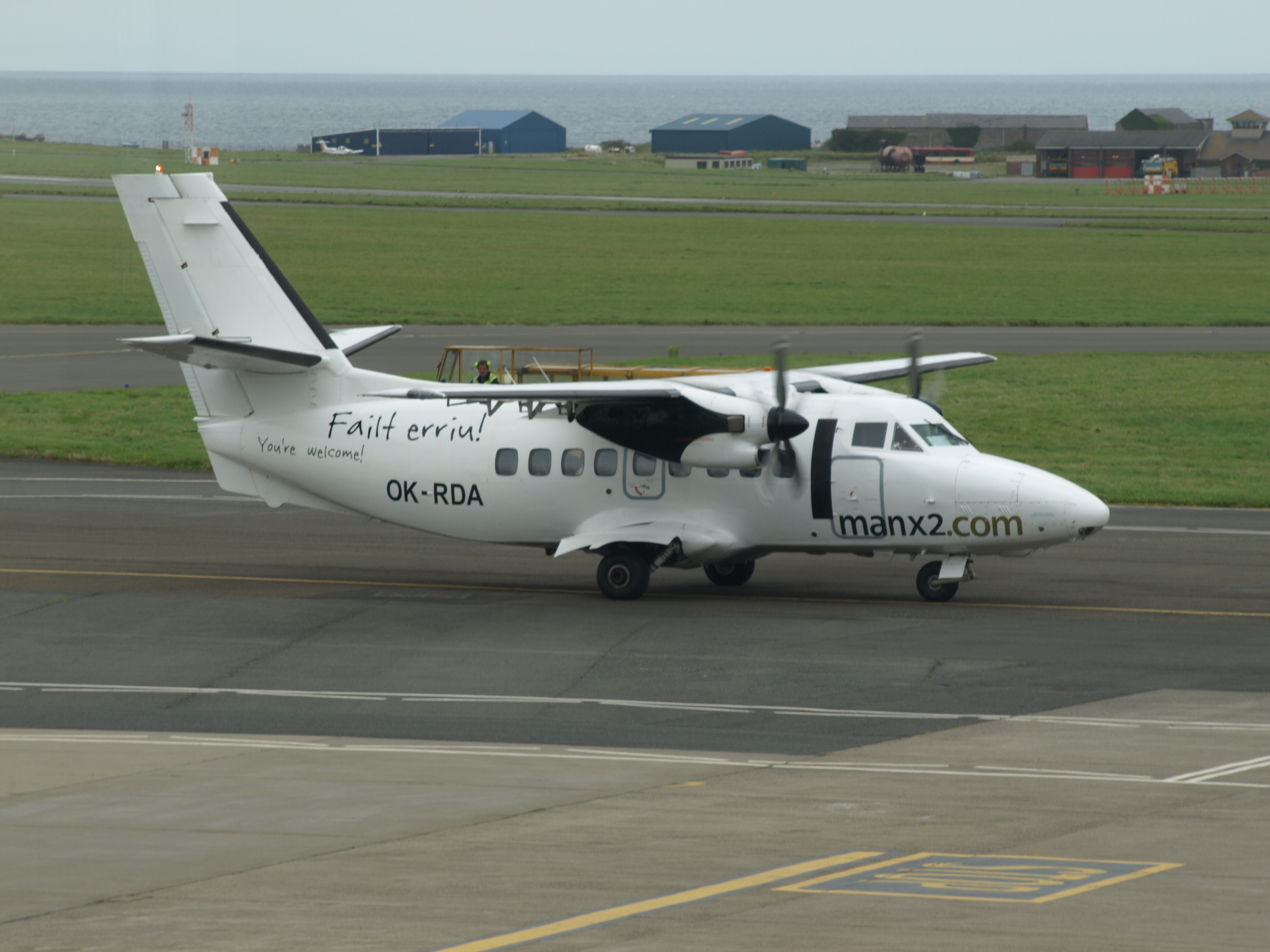
Letadlo Van Air Europe pod značkou Manx2 (později Citywing) na letišti Ronaldsway v roce 2012

Společnost mezi roky 2015 až 2017 provozovala do pod značkou Citywing (dříve Manx2) pravidelnou leteckou přepravu osob mezi letištěm Ballasalla na ostrově Man a blízkými destinacemi v Anglii, Severním Irsku a Walesu, především Blackpoolem, Belfastem a Leedsem, výjimečně i s Gloucesterem anebo Hawardenem. Od roku 2015 společnost, kdy vyhrála soutěž, také spojuje město Cardiff se severem země. V březnu 2017 ale společnost Citywing vstoupila do likvidace kvůli incidentu z 23. února (viz incidenty) a byly tak zrušeny všechny lety. Posádky a letadla Van Air Europe byly přesunuty začátkem března do Brna.
Van Air Europe do srpna 2017 spolupracoval také s virtuální leteckou společností FlyMarche, které poskytoval služby a letadla. Jednalo se o pravidelné linky na kratší vzdálenosti po Itálii, například mezi destinacemi Rimini, Perugia, Olbia, Ancona, a Zadar.
V listopadu 2016 společnost oznámila že uvažuje o pravidelné lince mezi Vídní a Friedrichshafenem.

## Incidenty
Dne 23. února 2017 letoun Let L-410 UVP-E20, poznávací značky OK-LAZ, který letěl z ostrova Man do Belfastu let V9-502 pro společnost Citywing musel kvůli špatnému, větrnému počasí přerušit přistání na dráhu 04 Belfastského letiště. Let byl odkloněn zpět na ostrov Man, letoun zde v 09:25 bezpečně přistál. Při rolování k terminálu dostala posádka z věže příkaz zastavit letadlo a vypnout motory. Pasažéři byli v pořádku odvezeni auty k terminálu. Následně byla uzemněna všechna letadla Van Air Europe britským úřadem pro letectví. Odebrání licence na ostrovech zdůvodnili Britové přistáním při překročení větrných limitů na letišti Man. Jak jinak měla posádka postupovat není jasné, český Úřad pro civilní letectví žádné kroky proti společnosti nepodnikl. 

## Flotila
V dubnu 2017 společnost Van Air Europe provozovala celkem 5 letounů:
| Letadla            | Počet | Objednávky | Cestující | Poznámky |
| ------------------ | ----- | ---------- | --------- | -------- |
| Let L-410 Turbolet | 5     | —          | 19        |          |
| Celkem             | 5     | —          |           |          |